# فیوچر شاپ
فیوچرشاپ (به انگلیسی: FutureShop) فروشگاه زنجیره‌ای فعال در زمینه لوازم خانگی، تجهیزات الکتریکی و الکترونیکی در کشور کانادا است. این شرکت زنجیره‌ای، متعلق به بست بای بوده و دارای بیش از ۱۳۰ شعبه در استان‌های مختلف کاناداست و بیش از چهارده هزار کارمند در آن اشتغال دارند.

## تأسیس
حسن خسروشاهی کانادایی ایرانی‌تبار در سال ۱۹۸۲ این شرکت را تأسیس نمود.

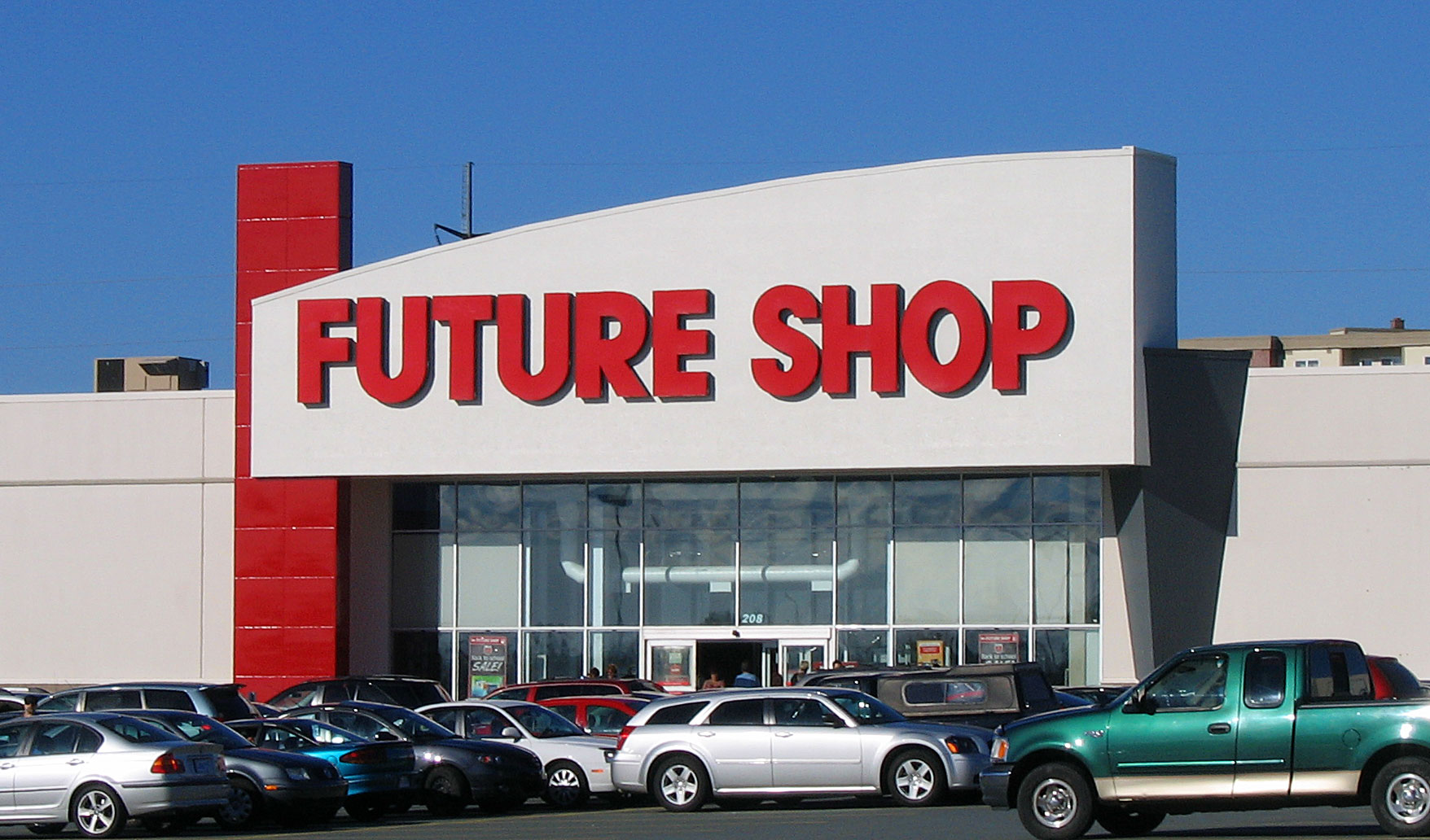
فروشگاه فیوچرشاپ در هالیفاکس، نوا اسکوشیا، کانادا